# Sjalajka
Sjalajka (Шалайка, tidigare Sulimovhund) är en hundhybrid, som härstammar från korsningar mellan ryska renvallande spetsar och guldschakaler. Rasen avlades först fram av Klim Sulimov i Ryssland som gett hybriden dess namn. Hybriderna används främst som bombhundar på flygplatser och är mycket ovanliga.

## Historia
Sjalajkans avelsprogram startades 1975 av Klim Sulimov som var uppfödare och hundtränare åt det ryska flygbolaget Aeroflot. Målet med den nya rasen var att få fram en hund som hade en naturlig fallenhet för att söka sprängämnen och som kunde upptäcka mycket små partiklar av farliga ämnen. 
Sulimov använde sig från början av renvallande spetsar som har ett naturligt motstånd mot kyla och är lätta att dressera och arbeta med. Han korsade dessa hundar med guldschakaler som i sin tur trivs i extremt varma temperaturer och som har ett mycket framstående luktsinne. Hybriderna var dock ganska svårtränade och hybriderna korsades återigen med de renvallande spetsarna. Dessa kvartshybrider var mindre och lättare att träna och hade fortfarande behållit schakalens utmärkande luktsinne. Sulimov vill idag korsa in mer schakalblod i rasen för att förbättra luktsinnet ännu mer, men även för att bredda den ganska smala genpoolen.

## Egenskaper
25 av sjalajkorna används som bombhundar på Sjeremetevos internationella flygplats utanför Moskva sedan 2002 och runt 10 används på ett kriminaltekniskt laboratorium i Moskva. Sulimov hoppas nu på att rasen ska godkännas för registrering som brukshundar.
Redan som valpar börjar de tränas i att känna igen över 200 olika sprängämnen och även vapen och att skilja ut dem från andra dofter (12 olika kemiska föreningar). Sulimov tränar själv sina hundar och lär dem söka. Om de hittar en misstänkt doft tränas de till att sitta ner och sedan skälla för att påvisa fyndet.
Sjalajkorna är mycket lättränade och även mycket sociala och vänliga hundar. Utöver det skarpa luktsinnet finns inte många spår kvar av inkorsningen med schakalen.

## Utseende
Sjalajkan liknar en polarhund på många sätt med halvlång päls. Öronen är rättuppstående, skallen platt och nosen avsmalnande. Benen är kraftiga och medellånga. Sjalajkorna är medelstora hundar med en mankhöjd på ca 40 cm men är ganska kompakta för att kunna ta sig in genom små öppningar och söka på trånga utrymmen.
Pälsen är oftast ljust grå till mörkgrå med vita tecken i ansikte, på bogen, under magen och på fötterna. En del av dessa hundar ärver även guldschakalens guldgula färg. Svansen är luden och böjd upp över ryggen, ett arv från spetsursprunget].